# Vanuatuaans voetbalelftal (vrouwen)
Het Vanuatuaans vrouwenvoetbalelftal is een voetbalteam dat Vanuatu vertegenwoordigt in internationale wedstrijden, zoals het Oceanisch kampioenschap.
Het team van Vanuatu speelde in 2003 zijn eerste wedstrijd tijdens de Pacifische Spelen. Tegen Tonga werd met 3-2 gewonnen. Het land kwalificeerde zich twee keer voor het Oceanisch kampioenschap, maar kwam in geen van beide gevallen door de groepsfase.
De ploeg speelt zijn thuiswedstrijden in het Port Vila Muncipalstadion.

## Prestaties op eindronden

### Wereldkampioenschap
| Jaar   | Resultaat           | Wed                 | W                   | G                   | V                   | DV                  | DT                  |
| ------ | ------------------- | ------------------- | ------------------- | ------------------- | ------------------- | ------------------- | ------------------- |
| 1991   | Niet deelgenomen    | Niet deelgenomen    | Niet deelgenomen    | Niet deelgenomen    | Niet deelgenomen    | Niet deelgenomen    | Niet deelgenomen    |
| 1995   | Niet deelgenomen    | Niet deelgenomen    | Niet deelgenomen    | Niet deelgenomen    | Niet deelgenomen    | Niet deelgenomen    | Niet deelgenomen    |
| 1999   | Niet deelgenomen    | Niet deelgenomen    | Niet deelgenomen    | Niet deelgenomen    | Niet deelgenomen    | Niet deelgenomen    | Niet deelgenomen    |
| 2003   | Teruggetrokken      | Teruggetrokken      | Teruggetrokken      | Teruggetrokken      | Teruggetrokken      | Teruggetrokken      | Teruggetrokken      |
| 2007   | Teruggetrokken      | Teruggetrokken      | Teruggetrokken      | Teruggetrokken      | Teruggetrokken      | Teruggetrokken      | Teruggetrokken      |
| 2011   | Niet gekwalificeerd | Niet gekwalificeerd | Niet gekwalificeerd | Niet gekwalificeerd | Niet gekwalificeerd | Niet gekwalificeerd | Niet gekwalificeerd |
| 2015   | Niet deelgenomen    | Niet deelgenomen    | Niet deelgenomen    | Niet deelgenomen    | Niet deelgenomen    | Niet deelgenomen    | Niet deelgenomen    |
| 2019   | Niet gekwalificeerd | Niet gekwalificeerd | Niet gekwalificeerd | Niet gekwalificeerd | Niet gekwalificeerd | Niet gekwalificeerd | Niet gekwalificeerd |
| 2023   | Niet gekwalificeerd | Niet gekwalificeerd | Niet gekwalificeerd | Niet gekwalificeerd | Niet gekwalificeerd | Niet gekwalificeerd | Niet gekwalificeerd |
| Totaal | 0/9                 | 0                   | 0                   | 0                   | 0                   | 0                   | 0                   |

### Olympische Spelen
| Jaar   | Resultaat           | Wed                 | W                   | G                   | V                   | DV                  | DT                  |
| ------ | ------------------- | ------------------- | ------------------- | ------------------- | ------------------- | ------------------- | ------------------- |
| 1996   | Niet deelgenomen    | Niet deelgenomen    | Niet deelgenomen    | Niet deelgenomen    | Niet deelgenomen    | Niet deelgenomen    | Niet deelgenomen    |
| 2000   | Niet deelgenomen    | Niet deelgenomen    | Niet deelgenomen    | Niet deelgenomen    | Niet deelgenomen    | Niet deelgenomen    | Niet deelgenomen    |
| 2004   | Niet deelgenomen    | Niet deelgenomen    | Niet deelgenomen    | Niet deelgenomen    | Niet deelgenomen    | Niet deelgenomen    | Niet deelgenomen    |
| 2008   | Niet deelgenomen    | Niet deelgenomen    | Niet deelgenomen    | Niet deelgenomen    | Niet deelgenomen    | Niet deelgenomen    | Niet deelgenomen    |
| 2012   | Niet gekwalificeerd | Niet gekwalificeerd | Niet gekwalificeerd | Niet gekwalificeerd | Niet gekwalificeerd | Niet gekwalificeerd | Niet gekwalificeerd |
| 2016   | Niet deelgenomen    | Niet deelgenomen    | Niet deelgenomen    | Niet deelgenomen    | Niet deelgenomen    | Niet deelgenomen    | Niet deelgenomen    |
| 2020   | Niet gekwalificeerd | Niet gekwalificeerd | Niet gekwalificeerd | Niet gekwalificeerd | Niet gekwalificeerd | Niet gekwalificeerd | Niet gekwalificeerd |
| 2024   | Nog te bepalen      | Nog te bepalen      | Nog te bepalen      | Nog te bepalen      | Nog te bepalen      | Nog te bepalen      | Nog te bepalen      |
| Totaal | 0/8                 | 0                   | 0                   | 0                   | 0                   | 0                   | 0                   |

### Oceanisch kampioenschap
| Jaar   | Resultaat           | Wed                 | W                   | G                   | V                   | DV                  | DT                  |
| ------ | ------------------- | ------------------- | ------------------- | ------------------- | ------------------- | ------------------- | ------------------- |
| 1983   | Niet deelgenomen    | Niet deelgenomen    | Niet deelgenomen    | Niet deelgenomen    | Niet deelgenomen    | Niet deelgenomen    | Niet deelgenomen    |
| 1986   | Niet deelgenomen    | Niet deelgenomen    | Niet deelgenomen    | Niet deelgenomen    | Niet deelgenomen    | Niet deelgenomen    | Niet deelgenomen    |
| 1989   | Niet deelgenomen    | Niet deelgenomen    | Niet deelgenomen    | Niet deelgenomen    | Niet deelgenomen    | Niet deelgenomen    | Niet deelgenomen    |
| 1991   | Niet deelgenomen    | Niet deelgenomen    | Niet deelgenomen    | Niet deelgenomen    | Niet deelgenomen    | Niet deelgenomen    | Niet deelgenomen    |
| 1994   | Niet deelgenomen    | Niet deelgenomen    | Niet deelgenomen    | Niet deelgenomen    | Niet deelgenomen    | Niet deelgenomen    | Niet deelgenomen    |
| 1998   | Niet deelgenomen    | Niet deelgenomen    | Niet deelgenomen    | Niet deelgenomen    | Niet deelgenomen    | Niet deelgenomen    | Niet deelgenomen    |
| 2003   | Teruggetrokken      | Teruggetrokken      | Teruggetrokken      | Teruggetrokken      | Teruggetrokken      | Teruggetrokken      | Teruggetrokken      |
| 2007   | Teruggetrokken      | Teruggetrokken      | Teruggetrokken      | Teruggetrokken      | Teruggetrokken      | Teruggetrokken      | Teruggetrokken      |
| 2010   | Groepsfase          | 3                   | 0                   | 0                   | 3                   | 1                   | 21                  |
| 2014   | Niet deelgenomen    | Niet deelgenomen    | Niet deelgenomen    | Niet deelgenomen    | Niet deelgenomen    | Niet deelgenomen    | Niet deelgenomen    |
| 2018   | Niet gekwalificeerd | Niet gekwalificeerd | Niet gekwalificeerd | Niet gekwalificeerd | Niet gekwalificeerd | Niet gekwalificeerd | Niet gekwalificeerd |
| 2022   | Groepsfase          | 2                   | 0                   | 1                   | 1                   | 1                   | 3                   |
| Totaal | 2/12                | 5                   | 0                   | 1                   | 4                   | 2                   | 24                  |

### Pacifische Spelen
| Jaar   | Resultaat        | Wed              | W                | G                | V                | DV               | DT               |
| ------ | ---------------- | ---------------- | ---------------- | ---------------- | ---------------- | ---------------- | ---------------- |
| 2003   | Groepsfase       | 6                | 1                | 1                | 4                | 17               | 12               |
| 2007   | Niet deelgenomen | Niet deelgenomen | Niet deelgenomen | Niet deelgenomen | Niet deelgenomen | Niet deelgenomen | Niet deelgenomen |
| 2011   | Niet deelgenomen | Niet deelgenomen | Niet deelgenomen | Niet deelgenomen | Niet deelgenomen | Niet deelgenomen | Niet deelgenomen |
| 2015   | Niet deelgenomen | Niet deelgenomen | Niet deelgenomen | Niet deelgenomen | Niet deelgenomen | Niet deelgenomen | Niet deelgenomen |
| 2019   | Groepsfase       | 4                | 0                | 1                | 3                | 3                | 10               |
| Totaal | 2/5              | 10               | 1                | 2                | 7                | 20               | 22               |

## FIFA-wereldranglijst
Betreft klassering aan het einde van het jaar
| 2003 | 2004 | 2005 | 2006 | 2007 | 2010 | 2011 | 2012 | 2013 | 2018 | 2019 | 2020 | 2021 | 2022 |
| ---- | ---- | ---- | ---- | ---- | ---- | ---- | ---- | ---- | ---- | ---- | ---- | ---- | ---- |
| 82   | 87   | 87   | 97   | 99   | 107  | 107  | 103  | 92   | 107  | 114  | 108  | 122  | 122  |

## Selecties

### Huidige selectie
Deze spelers werden geselecteerd voor het Oceanisch kampioenschap voetbal vrouwen 2022 in juli 2022.
| Doel                          |                    |                       |
| 1                             | Vanissa Wilson     | ABM Galaxy FC         |
| 21                            | Melanie Siaban     | Benben United         |
| 22                            | Amelia Ready       | ABM Galaxy FC         |
| Verdediging                   |                    |                       |
| 3                             | Selena Poida       | ABM Galaxy FC         |
| 4                             | Nelly Kaltak       | ABM Galaxy FC         |
| 5                             | Limas Erikan       | ABM Galaxy FC         |
| 12                            | Netty Maeva Kalsau | LL Echo Senior Women  |
| 14                            | Rinneth Siri       | Tafea FC              |
| 15                            | Noeline Erikan     | ABM Galaxy FC         |
| 17                            | Elma Aiviji        | ABM Galaxy FC         |
| 18                            | Noella Metoriki    | NRTC Women's          |
| 20                            | Louiza Zenza Nial  | NRTC Women's          |
| 25                            | Annie Rose Gere    | ABM Galaxy FC         |
| Middenveld                    |                    |                       |
| 2                             | Brenda Anis        | ABM Galaxy FC         |
| 7                             | Rita Solomon       | Erakor Golden Star FC |
| 9                             | Cynthia Ngwele     | ABM Galaxy FC         |
| 11                            | Vanessa Keletia    | United Malampa        |
| 16                            | Liyo Eramol        | Huka 21               |
| 19                            | Henriette Sangul   | NRTC Women's          |
| 23                            | Shania Siri        | LL Echo Senior Women  |
| 24                            | Fevie Rina Siehi   | Huka 21               |
| Aanval                        |                    |                       |
| 6                             | Jane Alatoa        | ABM Galaxy FC         |
| 8                             | Pauline Willie     | United Malampa        |
| 10                            | Daina Sine         | Malapoa College       |
| 13                            | Florida Willy      | Huka 21               |
| Bondscoach: Jean Robert Yelou |                    |                       |